# آلن پارکر (موسیقی‌دان)
آلن پارکر (انگلیسی: Alan Parker؛ زادهٔ ۲۶ اوت ۱۹۴۴) آهنگساز، موسیقی‌دان و گیتارنواز اهل بریتانیا است.
از فیلم‌ها یا مجموعه‌های تلویزیونی که وی در آن‌ها نقش داشته‌است، می‌توان به ویکتوریا و آلبرت، گوتیک آمریکایی، آرواره‌ها ۳، چه چیزی گیلبرت گریپ را آزار می‌دهد و تندرشکن اشاره نمود.